# Maredudd ap Rhys Grug
Maredudd ap Rhys Grug (mort el 27 de juliol del 1271) fou un rei de Deheubarth que visqué al segle xiii. Era fill del príncep gal·lès de Deheubarth Rhys Gryg i Mathilde de Clare (filla de Richard de Clare, 3r comte de Hertford i senyor de la marca de Ceredigion). Al principi, la seva esfera d'influència es limitava al nord-est d'Ystrad Tywi, incloent-hi el castell de Llanymddyfri, fins que l'estengué a la regió que envoltava el castell de Dryslwyn. A la dècada del 1240 reté homenatge a Enric III d'Anglaterra. Morí a Dryslwyn el 1271 i fou succeït pel seu fill, Rhys ap Maredudd.